# Dar Tūjān
Dar Tūjān (persiska: در توجان) är en ort i Iran.   Den ligger i provinsen Hormozgan, i den sydöstra delen av landet, 1 100 km sydost om huvudstaden Teheran. Dar Tūjān ligger 30 meter över havet och antalet invånare är 213.
Terrängen runt Dar Tūjān är platt, och sluttar söderut. Runt Dar Tūjān är det ganska glesbefolkat, med 50 invånare per kvadratkilometer. Närmaste större samhälle är Zīārat, 17,5 km nordväst om Dar Tūjān. Trakten runt Dar Tūjān är ofruktbar med lite eller ingen växtlighet.